# AMG M156
El M156 es el primer motor V8 diseñado de forma autónoma por Mercedes-AMG, división de Mercedes-Benz, ya que los motores AMG anteriores siempre se han basado en los Mercedes originales. Es la encargada de fabricar las versiones más deportivas y potentes. Fue diseñado para ser de aspiración natural y también se utilizaría en una serie de alto rendimiento en los modelos de Mercedes-Benz con la insignia "AMG". Fue reemplazado por el M177 biturbo de 4.0 litros.

## M156

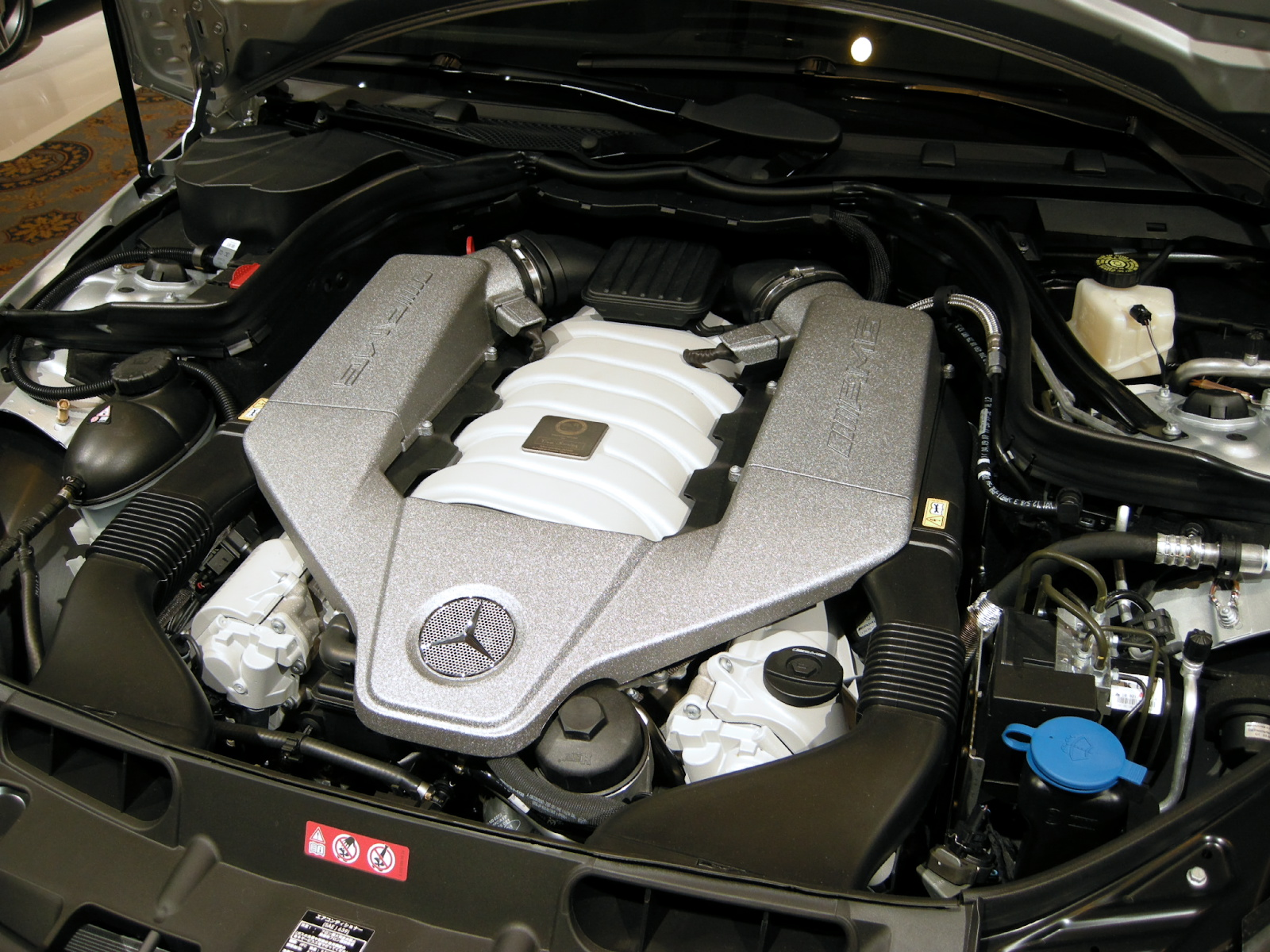
Instalado en un C63 AMG de 2008

A pesar de que la cilindrada es de 6208 cm³ (6,2 L; 378,8 plg³), todos los modelos en los que apareció esta motorización, donde la mayoría de ellos eran de la gama completa de Mercedes, se comercializa como "6.3" para conmemorar el famoso M100 de 6.3 L, su primer V8 de producción; y también para cumplir con la legislación fiscal alemana, que obliga a redondear a la centena. Comparte muy poco con otros motores de Mercedes-Benz, como con el M155 o M113. El espacio entre orificios, el diseño de los bloques y otras características son exclusivas del AMG.
Tiene un diámetro x carrera de 102,2 x 94,6 mm (4,02 x 3,72 pulgadas), comenzando a utilizarse en el CLK 63 AMG de 2007 con una potencia máxima de 481 CV (474 HP; 354 kW) y 630 N·m (465 lb·pie) de par máximo. Ha estado disponibles desde 2006 hasta mediados de 2010 en distintos rangos de potencia.
Al haber sido diseñado para toda la línea de productos, se han especificado diferentes salidas de potencia para diferentes modelos, donde la versión más potente era de 525 CV (518 HP; 386 kW).
Los ingenieros de AMG pusieron toda la experiencia adquirida en 30 años de carreras en este. El bloque y la cabeza están construidos con aleaciones de aluminio y silicio para minimizar el peso y maximizar el intercambio de calor. En lugar de hundir las camisas de los cilindros de acero, se utilizó un nuevo proceso de recubrimiento por plasma para dar a las paredes de los estos una superficie de alta dureza y baja fricción. También utiliza un cigüeñal de acero forjado, utilizando contrapesos de alta densidad insertados en este. El uso de material más pesado para los contrapesos les permite ser más pequeños, lo que disminuye la pérdida de potencia del cigüeñal que salpica el aceite en el cárter. En su extremo superior, las cabezas DOHC usan válvulas verticales, cuatro por cilindro. La cámara de combustión es hemisférica con válvulas de admisión de 40 mm (1,57 pulgadas) y válvulas de escape de 34 mm (1,34 pulgadas). Las levas de admisión y escape utilizan actuadores electrohidráulicos para la distribución de válvulas variable. Cada uno se puede ajustar hasta 40°, lo que permite que utilice una gran cantidad de superposición de válvulas con cargas bajas, lo que mejora tanto las emisiones como el ahorro de combustible.

### Aplicaciones
- CLK 63 AMG.
- E 63 AMG.
- ML 63 AMG.
- R 63 AMG.
- S 63 AMG.
- CL 63 AMG.
- CLS 63 AMG.
- C 63 AMG y C 63 AMG Black Series.
- SL 63 AMG, siendo sustituido por el M157 de 5.5 litros biturbo.

## M159
El M159 es la versión utilizada en el SLS AMG y en la de carreras AMG GT3. En comparación con la versión estándar de AMG, el del SLS incluye un sistema de admisión totalmente nuevo, revisión en la distribución de válvulas y árbol de levas, flujo mejorado con cabezas tubulares de acero y un nuevo sistema de escape. También utiliza un sistema de lubricación por cárter seco para bajar el centro de gravedad del coche.

### Especificaciones
- SLS AMG 2010-2012: 571 CV (563 HP; 420 kW) @ 6800 rpm y 650 N·m (479 lb·pie) @ 4750 rpm.[4]
- GT Final Edition Coupé 2013-2015: 591 CV (583 HP; 435 kW) @ 6800 rpm y 650 N·m (479 lb·pie) @ 4750 rpm.[5]
- Black Series 2013-2014: 631 CV (622 HP; 464 kW) @ 7400 rpm y 635 N·m (468 lb·pie) @ 5500 rpm.[6]